# Karnyothrips americanus
Karnyothrips americanus är en insektsart som först beskrevs av Ian A. Hood 1912.  Karnyothrips americanus ingår i släktet Karnyothrips och familjen rörtripsar. Inga underarter finns listade i Catalogue of Life.